# Loganville (Georgia)
Loganville è una città degli Stati Uniti d'America, situata in Georgia, nella Contea di Walton e in parte nella Contea di Gwinnett.